# Campeonato Africano de Atletismo de 2018
A 21ª edição do Campeonato Africano de Atletismo foi organizado pela Confederação Africana de Atletismo no período de 1 de agosto a 5 de agosto de 2018 no Estádio Stephen Keshi, em Asaba, na Nigéria. Foram disputadas 44 provas, tendo como destaque o Quênia com 19 medalhas, sendo 11 de ouro.

## Eventos
44 eventos foram disputados ao longo de cinco dias de provas.
| Q | Qualificação | B | Bateria | ½ | Semifinal | F | Final |

| Data →                 | 1 | 2 | 2 | 2 | 3 | 3 | 4 | 4 | 5 | 5 | 5 |
| Prova ↓                | T | M | T | T | M | T | M | T | M | T | T |
| ---------------------- | - | - | - | - | - | - | - | - | - | - | - |
| 100 m                  | B | ½ | F | F |   |   |   |   |   |   |   |
| 200 m                  |   |   |   |   |   |   | B | ½ |   | F | F |
| 400 m                  |   | B | ½ | ½ |   | F |   |   |   |   |   |
| 800 m                  |   |   | B | B |   | F |   |   |   |   |   |
| 1 500 m                |   |   |   |   |   |   |   | B |   | F | F |
| 5 000 m                |   |   |   |   |   |   |   |   |   | F | F |
| 10 000 m               | F |   |   |   |   |   |   |   |   |   |   |
| 3 000 m com obstáculos |   |   |   |   |   | F |   |   |   |   |   |
| 110 m com barreiras    |   |   |   |   |   | B |   | F |   |   |   |
| 400 m com barreiras    |   |   | B | B |   | F |   |   |   |   |   |
| Decatlo                |   | F | F | F | F | F |   |   |   |   |   |
| Salto em altura        |   |   |   |   |   | F |   |   |   |   |   |
| Salto com vara         |   |   |   |   |   |   |   | F |   |   |   |
| Salto em distância     |   |   | F | F |   |   |   |   |   |   |   |
| Salto triplo           |   |   |   |   |   |   |   | F |   |   |   |
| Arremesso de peso      |   |   | F | F |   |   |   |   |   |   |   |
| Lançamento de disco    |   |   | F | F |   |   |   |   |   |   |   |
| Lançamento de martelo  |   |   |   |   |   |   |   | F |   |   |   |
| Lançamento de dardo    |   |   |   |   |   |   |   |   |   | F | F |
| Marcha 20 km           |   |   |   |   |   |   |   |   | F |   |   |
| Revezamento 4×100 m    |   |   | B | B |   | F |   |   |   |   |   |
| Revezamento 4×400 m    |   |   |   |   |   |   |   | B |   | F | F |

| Data →                 | 1 | 2 | 2 | 2 | 3 | 3 | 4 | 4 | 5 | 5 | 5 |  |
| Prova ↓                | T | M | T | T | M | T | M | T | M | T | T |  |
| ---------------------- | - | - | - | - | - | - | - | - | - | - | - |  |
| 100 m                  | B | ½ | F | F |   |   |   |   |   |   |   |  |
| 200 m                  |   |   |   |   |   |   | B | ½ |   | F | F |  |
| 400 m                  |   | B | ½ | ½ |   | F |   |   |   |   |   |  |
| 800 m                  |   |   |   |   |   |   |   | B |   | F | F |  |
| 1500 m                 |   |   |   |   |   | F |   |   |   |   |   |  |
| 5 000 m                |   |   | F | F |   |   |   |   |   |   |   |  |
| 10 000 m               |   |   |   |   |   |   |   | F |   |   |   |  |
| 3 000 m com obstáculos |   |   |   |   |   |   |   |   |   | F | F |  |
| 100 m com barreiras    |   | B | F | F |   |   |   |   |   |   |   |  |
| 400 m com bareiras     |   |   |   |   |   |   |   | B |   | F | F |  |
| Heptatlo               |   |   |   |   |   |   | F | F | F | F | F |  |
| Salto em altura        |   |   |   |   |   |   |   |   |   | F | F |  |
| Salto com vara         |   |   | F | F |   |   |   |   |   |   |   |  |
| Salto em distância     |   |   |   |   |   | F |   |   |   |   |   |  |
| Salto triplo           |   |   |   |   |   |   |   |   |   | F | F |  |
| Arremeso de peso       |   |   |   |   |   |   |   |   |   | F | F |  |
| Lançamento de disco    |   |   |   |   |   | F |   |   |   |   |   |  |
| Lançamento de martelo  |   |   | F | F |   |   |   |   |   |   |   |  |
| Lançamento de dardo    |   |   |   |   |   |   |   | F |   |   |   |  |
| Marcha 20 km           |   |   |   |   |   |   |   |   | F |   |   |  |
| Revezamento 4×100 m    |   |   | B | B |   | F |   |   |   |   |   |  |
| Revezamento 4×400 m    |   |   |   |   |   |   |   | B |   | F | F |  |

## Medalhistas
Esses foram os resultados do campeonato.

### Masculino
| Evento                           | Ouro                                                                                                  | Ouro     | Prata | Prata    | Bronze                                                                                             | Bronze   |
| -------------------------------- | --- | -------- | --- | -------- | -------------------------------------------------------------------------------------------------- | -------- |
| 100 metros detalhes              | Akani Simbine · África do Sul                                                                         | 10.25    | Arthur Cissé · Costa do Marfim                                                                                    | 10.33    | Simon Magakwe · África do Sul                                                                      | 10.35    |
| 200 metros detalhes              | Ncincihli Titi · África do Sul                                                                        | 20.46    | Ejowvokoghene Oduduru · Nigéria                                                                                   | 20.60    | Luxolo Adams · África do Sul                                                                       | 20.60    |
| 400 metros detalhes              | Baboloki Thebe · Botswana                                                                             | 44.81    | Thapelo Phora · África do Sul                                                                                     | 45.14    | Chidi Okezie · Nigéria                                                                             | 45.65    |
| 800 metros detalhes              | Nijel Amos · Botswana                                                                                 | 1:45.20  | Emmanuel Korir · Quênia                                                                                           | 1:45.65  | Mostafa Smaili · Marrocos                                                                          | 1:45.90  |
| 1 500 metros detalhes            | Elijah Manangoi · Quênia                                                                              | 3:35.20  | Timothy Cheruiyot · Quênia                                                                                        | 3:35.93  | Ronald Musagala · Uganda                                                                           | 3:36.41  |
| 5 000 metros detalhes            | Edward Zakayo · Quênia                                                                                | 13:48.58 | Getaneh Molla · Etiópia                                                                                           | 13:49.06 | Yemane Haileselassie · Eritreia                                                                    | 13:49.58 |
| 10 000 metros detalhes           | Jemal Yimer · Etiópia                                                                                 | 29:08.01 | Andamlak Belihu · Etiópia                                                                                         | 29:11.09 | Timothy Toroitich · Uganda                                                                         | 29:11.87 |
| 110 metros barreiras detalhes    | Antonio Alkana · África do Sul                                                                        | 13.51    | Oyeniyi Abejoye · Nigéria                                                                                         | 13.87    | Welington Zaza · Libéria                                                                           | 13.88    |
| 400 metros barreiras detalhes    | Abdelmalik Lahoulou · Argélia                                                                         | 48.47    | Cornel Fredericks · África do Sul                                                                                 | 49.40    | Zied Azizi · Tunísia                                                                               | 49.48    |
| 3 000 metros obstáculos detalhes | Conseslus Kipruto · Quênia                                                                            | 8:26.38  | Soufiane El Bakkali · Marrocos                                                                                    | 8:28.01  | Getnet Wale · Etiópia                                                                              | 8:30.87  |
| 4×100 metros estafetas detalhes  | África do Sul · Henricho Bruintjies · Simon Magakwe · Emile Erasmus · Akani Simbine · Ncincihli Titi* | 38.25    | Nigéria · Ogho-Oghene Egwero · Ejowvokoghene Oduduru · Emmanuel Arowolo · Seye Ogunlewe · Enoch Olaoluwa Adegoke* | 38.74    | Costa do Marfim · Néhémiah N'Goran Gnamien · Hua Wilfried Koffi · Arthur Cissé · Ben Youssef Méité | 38.92    |
| 4×400 metros estafetas detalhes  | Quênia · Jared Momanyi · Alphas Kishoyian · Aron Koech · Emmanuel Korir                               | 3:00.92  | África do Sul · Zakithi Nene · Cornel Fredericks · Pieter Conradie · Thapelo Phora · Le Roux Hamman*              | 3:03.50  | Nigéria · Orukpe Eraiyokan · Rilwan Alowonle · Isah Salihu · Chidi Okezie                          | 3:04.88  |
| 20 km marcha detalhes            | Samuel Gathimba · Quênia                                                                              | 1:25:14  | Lebogang Shange · África do Sul                                                                                   | 1:25:25  | Hassanine Sebei · Tunísia                                                                          | 1:25:25  |
| Salto em altura detalhes         | Mathew Sawe · Quênia                                                                                  | 2.30 m = | Chris Moleya · África do Sul                                                                                      | 2.26 m   | Mpho Links · África do Sul                                                                         | 2.15 m   |
| Salto com vara detalhes          | Mohamed Romdhana · Tunísia                                                                            | 5.20 m   | Valco van Wyk · África do Sul                                                                                     | 5.10 m   | Mejdi Chehata · Tunísia                                                                            | 5.10 m   |
| Salto em distância detalhes      | Rushwal Samaai · África do Sul                                                                        | 8.45 m   | Luvo Manyonga · África do Sul                                                                                     | 8.43 m   | Yahya Berrabah · Marrocos                                                                          | 8.14 m   |
| Salto triplo detalhes            | Hugues Fabrice Zango · Burquina Fasso                                                                 | 17.11 m  | Godfrey Khotso Mokoena · África do Sul                                                                            | 16.83 m  | Yasser Triki · Argélia                                                                             | 16.78 m  |
| Arremesso de peso detalhes       | Chukwuebuka Enekwechi · Nigéria                                                                       | 21.08 m  | Mohamed Khalif · Egito                                                                                            | 19.33 m  | Kyle Blignaut · África do Sul                                                                      | 19.05 m  |
| Lançamento de disco detalhes     | Victor Hogan · África do Sul                                                                          | 60.06 m  | Werner Visser · África do Sul                                                                                     | 58.22 m  | Elbachir Mbarki · Marrocos                                                                         | 54.97 m  |
| Lançamento de martelo detalhes   | Mostafa Al-Gamel · Egito                                                                              | 73.50 m  | Islam Mohamed · Egito                                                                                             | 70.32 m  | Hassan Abdel Gawad · Egito                                                                         | 69.90 m  |
| Lançamento de dardo detalhes     | Julius Yego · Quênia                                                                                  | 77.34 m  | Phil-Mar van Rensburg · África do Sul                                                                             | 76.57 m  | Kure Adams · Nigéria                                                                               | 75.69 m  |
| Decatlo detalhes                 | Larbi Bouraada · Argélia                                                                              | 8101 pts | Fredriech Pretorius · África do Sul                                                                               | 7733 pts | Samuel Osadolor · Nigéria                                                                          | 7095 pts |

* Indica que o atleta só competiu nas baterias e recebeu medalhas.

### Feminino
| Evento                           | Ouro                                                                                     | Ouro     | Prata                                                                                        | Prata    | Bronze                                                                      | Bronze        |
| -------------------------------- | ---------------------------------------------------------------------------------------- | -------- | -------------------------------------------------------------------------------------------- | -------- | --------------------------------------------------------------------------- | ------------- |
| 100 metros detalhes              | Marie-Josée Ta Lou · Costa do Marfim                                                     | 11.15    | Janet Amponsah · Gana                                                                        | 11.54    | Joy Udo-Gabriel · Nigéria                                                   | 11.58         |
| 200 metros detalhes              | Marie-Josée Ta Lou · Costa do Marfim                                                     | 22.50    | Germaine Abessolo Bivina · Camarões                                                          | 23.36    | Janet Amponsah · Gana                                                       | 23.38         |
| 400 metros detalhes              | Caster Semenya · África do Sul                                                           | 49.96    | Christine Botlogetswe · Botswana                                                             | 51.19    | Yinka Ajayi · Nigéria                                                       | 51.34         |
| 800 metros detalhes              | Caster Semenya · África do Sul                                                           | 1:56.06  | Francine Niyonsaba · Burundi                                                                 | 1:57.97  | Habitam Alemu · Etiópia                                                     | 1:58.86       |
| 1 500 metros detalhes            | Winny Chebet · Quênia                                                                    | 4:14.02  | Rababe Arafi · Marrocos                                                                      | 4:14.12  | Malika Akkaoui · Marrocos                                                   | 4:14.17       |
| 5 000 metros detalhes            | Hellen Obiri · Quênia                                                                    | 15:47.18 | Senbere Teferi · Etiópia                                                                     | 15:54.48 | Meskerem Mamo · Etiópia                                                     | 15:57.38      |
| 10 000 metros detalhes           | Stacey Ndiwa · Quênia                                                                    | 31:31.17 | Alice Aprot Nawowuna · Quênia                                                                | 31:36.12 | Gete Alemayehu · Etiópia                                                    | 32:10.68      |
| 100 metros barreiras detalhes    | Oluwatobiloba Amusan · Nigéria                                                           | 12.86    | Rikenette Steenkamp · África do Sul                                                          | 13.18    | Rosvitha Okou · Costa do Marfim                                             | 13.39         |
| 400 metros barreiras detalhes    | Glory Onome Nathaniel · Nigéria                                                          | 55.53    | Lamiae Lhabze · Marrocos                                                                     | 56.66    | Wenda Nel · África do Sul                                                   | 57.04         |
| 3 000 metros obstáculos detalhes | Beatrice Chepkoech · Quênia                                                              | 8:59.88  | Celliphine Chespol · Quênia                                                                  | 9:09.61  | Fancy Cherono · Quênia                                                      | 9:23.92       |
| 4×100 metros estafetas detalhes  | Nigéria · Joy Udo-Gabriel · Blessing Okagbare · Oluwatobiloba Amusan · Rosemary Chukwuma | 43.77    | Costa do Marfim · Adeline Gouenon · Karel Elodie Ziketh · Rosvitha Okou · Marie-Josée Ta Lou | 44.40    | Quênia · Eunice Kadogo · Millicent Ndoro · Joan Cherono · Fresha Mwangi     | 45.58         |
| 4×400 metros estafetas detalhes  | Nigéria · Patience Okon George · Abike Egbeniyi · Folashade Abugan · Yinka Ajayi         | 3:31.17  | Quênia · Maureen Jelagat · Hellen Syombua · Navian Michira · Veronica Mutua                  | 3:35.45  | Zâmbia · Quincy Malekani · Abygirl Sepiso · Rhodah Njobvu · Majory Chisanga | 3:38.18       |
| 20 km marcha detalhes            | Yehualeye Beletew · Etiópia                                                              | 1:31:47  | Grace Wanjiru · Quênia                                                                       | 1:35:54  | Chahinez Nasri · Tunísia                                                    | 1:37:28       |
| Salto em altura detalhes         | Erika Nonhlanhla Seyama · Essuatíni                                                      | 1.83 m † | Hoda Hagras · Egito                                                                          | 1.80 m   | Ariyat Dibow · Etiópia                                                      | 1.80 m        |
| Salto com vara detalhes          | Dorra Mahfoudhi · Tunísia                                                                | 4.10 m   | Dina Eltabaa · Egito                                                                         | 4.05 m   | Nesrine Brinis · Tunísia                                                    | 3.90 m        |
| Salto em distância detalhes      | Ese Brume · Nigéria                                                                      | 6.83 m   | Marthe Koala · Burquina Fasso                                                                | 6.54 m   | Lynique Beneke · África do Sul                                              | 6.38 m        |
| Salto triplo detalhes            | Grace Anigbata · Nigéria                                                                 | 14.02 m  | Zinzi Chabangu · África do Sul                                                               | 13.59 m  | Lerato Sechele · Lesoto                                                     | 13.31 m       |
| Arremesso de peso detalhes       | Ischke Senekal · África do Sul                                                           | 17.24 m  | Jessica Inchude · Guiné-Bissau                                                               | 16.76 m  | Mieke Strydom · África do Sul                                               | 15.99 m       |
| Lançamento de disco detalhes     | Chioma Onyekwere · Nigéria                                                               | 58.09 m  | Chinwe Okoro · Nigéria                                                                       | 57.37 m  | Ischke Senekal · África do Sul                                              | 53.82 m       |
| Lançamento de martelo detalhes   | Soukaina Zakour · Marrocos                                                               | 68.28 m  | Temilola Ogunrinde · Nigéria                                                                 | 67.39 m  | Jennifer Batu · República do Congo                                          | 66.43 m       |
| Lançamento de dardo detalhes     | Kelechi Nwanaga · Nigéria                                                                | 56.96 m  | Jo-Ane van Dyk · África do Sul                                                               | 53.72 m  | Josephine Joyce Lalam · Uganda                                              | 51.33 m       |
| Heptatlo detalhes                | Odile Ahouanwanou · Benim                                                                | 5999 pts | Marthe Koala · Burquina Fasso                                                                | 5967 pts | Não concedido                                                               | Não concedido |

† Houve um erro nos resultados oficiais mostrando Ghizlane Siba como vencedora. Este artigo e esta foto mostram que o ouro foi realmente ganho por Erika Nonhlanhla Seyama da Suazilândia, seguido por Hoda Hagras do Egito e Ariyat Dibow da Etiópia. A tabela de medalhas foi ajustada para mostrar essa correção.

## Quadro de medalhas
| Ordem | País                     | Medalha de ouro | Medalha de prata | Medalha de bronze | Total |
| ----- | ------------------------ | --------------- | ---------------- | ----------------- | ----- |
| 1     | Quênia (KEN)             | 11              | 7                | 2                 | 20    |
| 2     | África do Sul (RSA)      | 9               | 14               | 8                 | 31    |
| 3     | Nigéria (NGR)            | 9               | 5                | 6                 | 20    |
| 4     | Marrocos (MAR)           | 2               | 3                | 4                 | 9     |
| 5     | Etiópia (ETH)            | 2               | 2                | 4                 | 8     |
| 6     | Costa do Marfim (CIV)    | 2               | 2                | 2                 | 6     |
| 7     | Tunísia (TUN)            | 2               | 0                | 5                 | 7     |
| 8     | Botswana (BOT)           | 2               | 1                | 0                 | 3     |
| 9     | Egito (EGY)              | 1               | 3                | 3                 | 7     |
| 10    | Burquina Fasso (BUR)     | 1               | 2                | 0                 | 3     |
| 11    | Benim (BEN)              | 1               | 0                | 0                 | 1     |
| 12    | Gana (GHA)               | 0               | 1                | 0                 | 1     |
| 13    | Burundi (BDI)            | 0               | 1                | 0                 | 1     |
| 14    | Camarões (CMR)           | 0               | 1                | 0                 | 1     |
| 15    | Guiné-Bissau (GNB)       | 0               | 1                | 0                 | 1     |
| 16    | Essuatíni (SWZ)          | 0               | 1                | 0                 | 1     |
| 17    | Uganda (UGA)             | 0               | 0                | 3                 | 3     |
| 18    | Eritreia (ERI)           | 0               | 0                | 1                 | 1     |
| 18    | Libéria (LBR)            | 0               | 0                | 1                 | 1     |
| 18    | Lesoto (LES)             | 0               | 0                | 1                 | 1     |
| 18    | República do Congo (CGO) | 0               | 0                | 1                 | 1     |
| 18    | Zâmbia (ZAM)             | 0               | 0                | 1                 | 1     |

Legenda
| Recorde mundial       | Recorde mundial (World record)               |                       | Recorde africano                      | Recorde africano (African) |                                           | Q | Classificado por posição (Qualified) |
| Recorde do campeonato | Recorde do campeonato (Championship record)  | Recorde da América    | Recorde da América (Americas)         | q                          | Classificado por melhor tempo (Qualified) |   |                                      |
| Melhor marca do ano   | Melhor marca do ano (World leading)          | Recorde asiático      | Recorde asiático (Asian)              | DNS                        | Não largou (Did not start)                |   |                                      |
| Recorde nacional      | Recorde nacional (National record)           | Recorde europeu       | Recorde europeu (European)            | DNF                        | Não terminou (Did not finish)             |   |                                      |
| Recorde pessoal       | Recorde pessoal do atleta (Personal best)    | Recorde da Oceania    | Recorde da Oceania (Oceania)          | DSQ / DQ                   | Desclassificado (Disqualified)            |   |                                      |
| Recorde da temporada  | Recorde da temporada do atleta (Season best) | Recorde sul-americano | Recorde sul-americano (South America) | NM                         | Sem marca (No mark)                       |   |                                      |